# Aloe calidophila
Aloe calidophila är en grästrädsväxtart som beskrevs av Gilbert Westacott Reynolds. Aloe calidophila ingår i släktet Aloe och familjen grästrädsväxter. Inga underarter finns listade i Catalogue of Life.